# Amy Youin
Amy Youin, née le 4 juillet 1998, est une lutteuse ivoirienne.

## Carrière
Amy Youin est la porte-drapeau de la délégation ivoirienne aux Jeux olympiques de la jeunesse de 2014 à Nankin. Elle a remporté dans les épreuves de lutte africaine féminine des Jeux de la Francophonie de 2017 à Abidjan la médaille d'argent par équipes ainsi que la médaille d'or dans la catégorie des moins de 70 kg.
Elle est médaillée d'argent dans la catégorie des moins de 72 kg aux championnats d'Afrique 2018 à Port Harcourt. En 2019, aux Jeux africains, elle remporta la médaille d'argent dans la catégorie des moins de 76 kg et termine 4e des Championnats d'Afrique dans la catégorie des moins de 72 kg. 
En 2022, Amy Youin est médaillée de bronze dans la catégorie des moins de 76 kg aux Championnats d'Afrique à El Jadida puis médaillée d'argent dans la même catégorie aux Jeux de la solidarité islamique à Konya.
Elle est médaillée d'argent dans la catégorie des plus de 70 kg aux Jeux africains de plage de 2023 à Hammamet.
Elle est médaillée d'argent en lutte libre dans la catégorie des moins de 76 kg et médaillée d'or en lutte africaine dans la catégorie des moins de 70 kg aux Jeux de la Francophonie de 2023 à Kinshasa.
En mars 2024, elle est médaillée d'argent dans la catégorie des moins de 76 kg aux Jeux africains à Accra puis médaillée de bronze dans la même catégorie aux Championnats d'Afrique à Alexandrie.
Elle est médaillée d'argent dans la catégorie des moins de 76 kg aux Championnats d'Afrique 2025 à Casablanca.